# Pupillaea aperta
Pupillaea aperta, common name the mantled keyhole limpet, là một loài ốc biển, là động vật thân mềm chân bụng sống ở biển thuộc họ Fissurellidae.

## Miêu tả

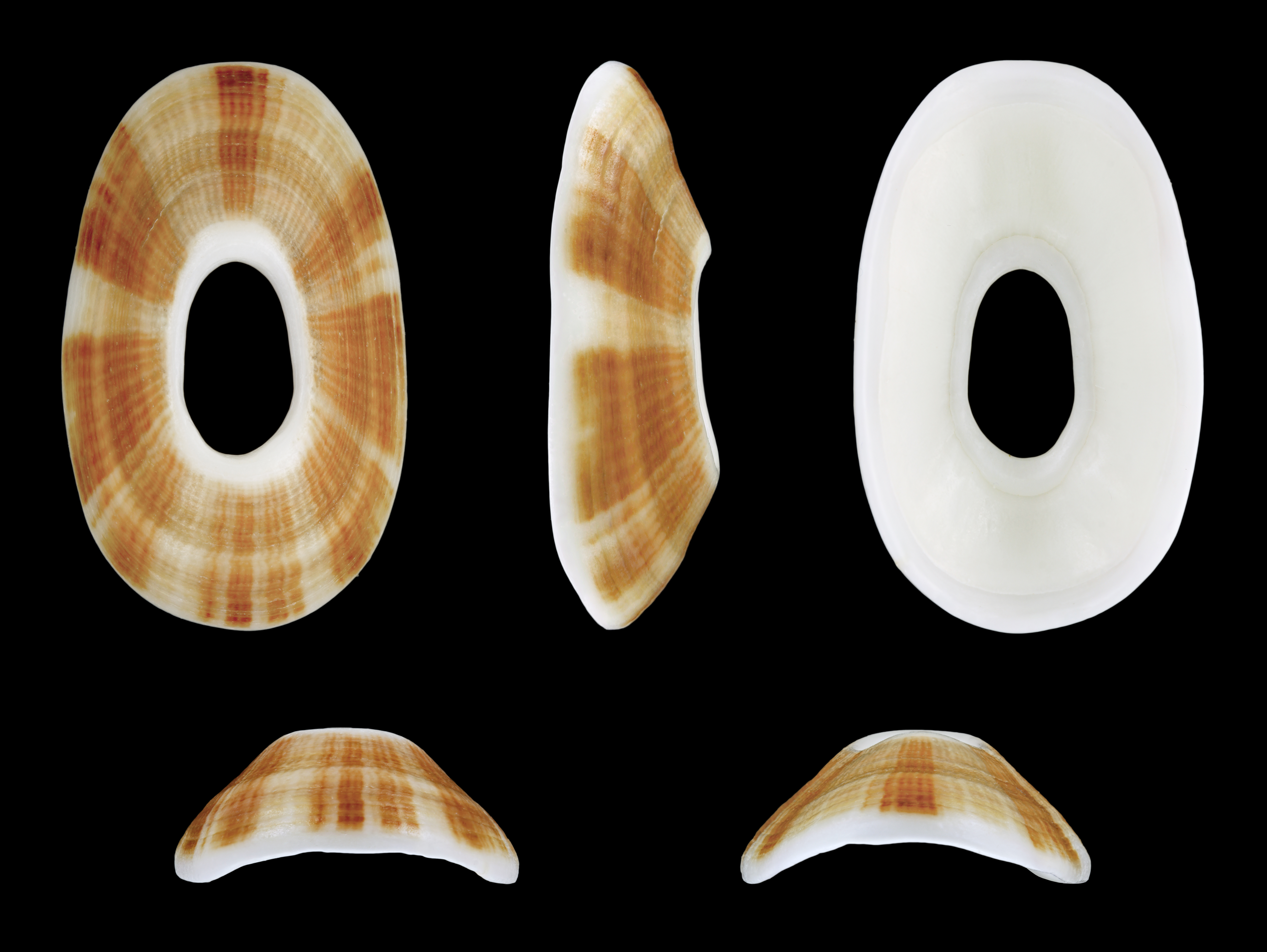